# Mont Mirantin
Le mont Mirantin est un sommet alpin du massif du Beaufortain de 2 460 mètres d'altitude situé dans le département de la Savoie (région Auvergne-Rhône-Alpes) près de la commune d'Albertville.

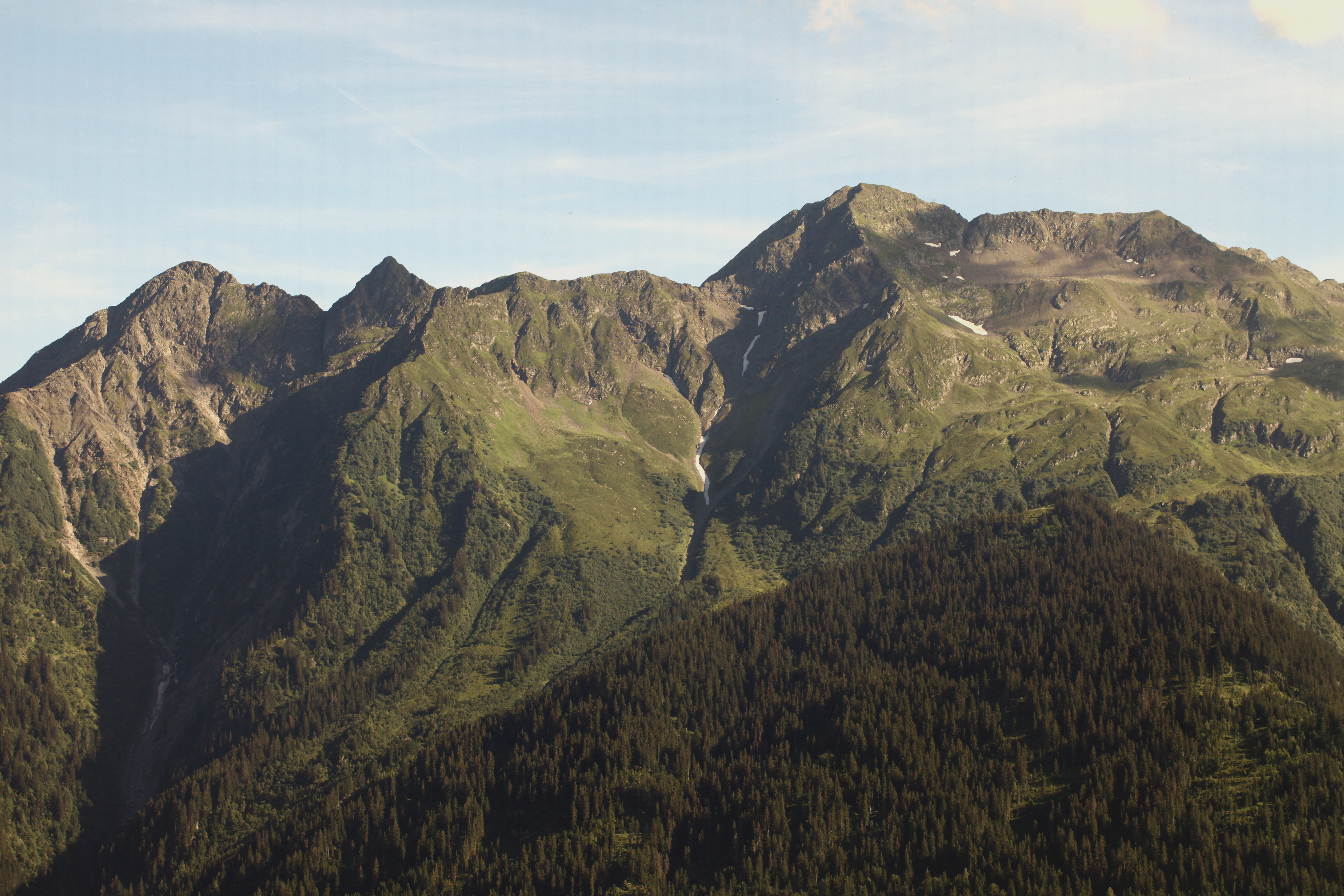
Vue du sommet du mont Mirantin depuis le lac des Saisies au nord.

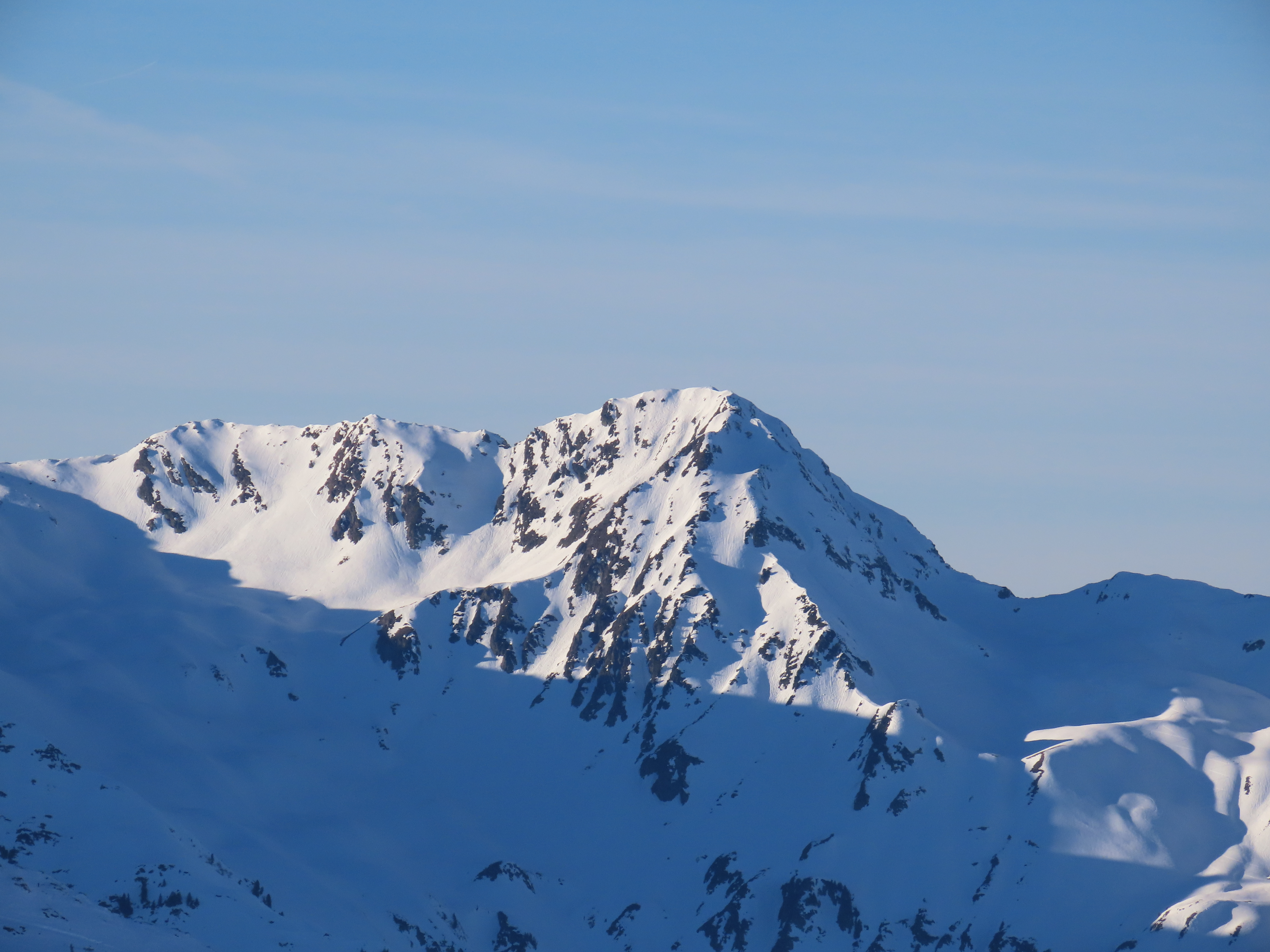
Vue hivernale du mont Mirantin depuis la croix du Berger au sud-est.